# Dorytomus filirostris

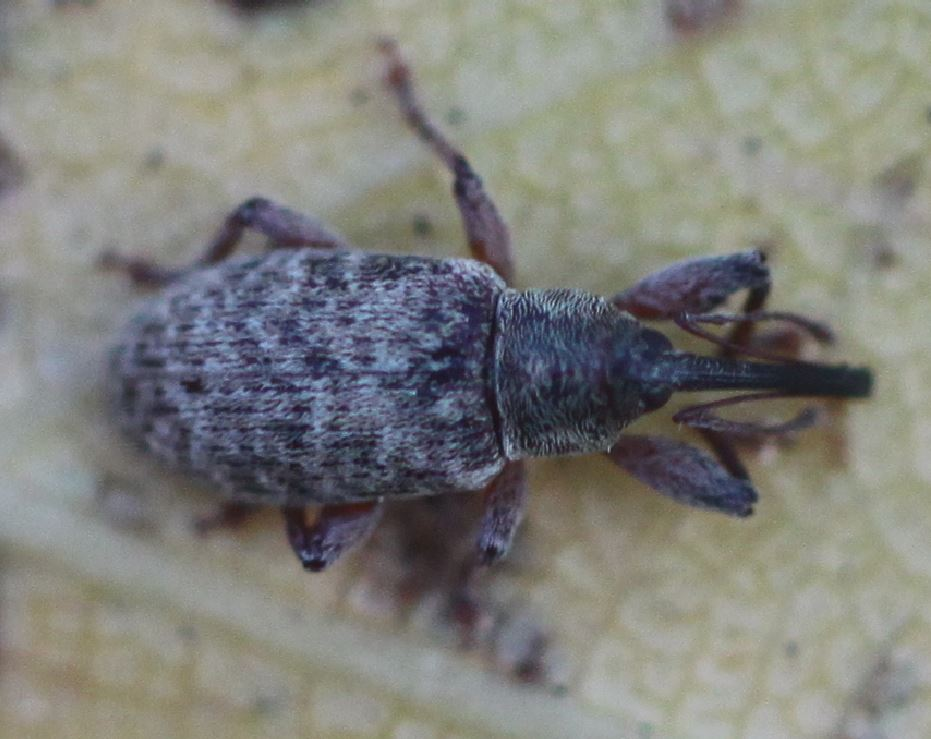
Dorsalansicht

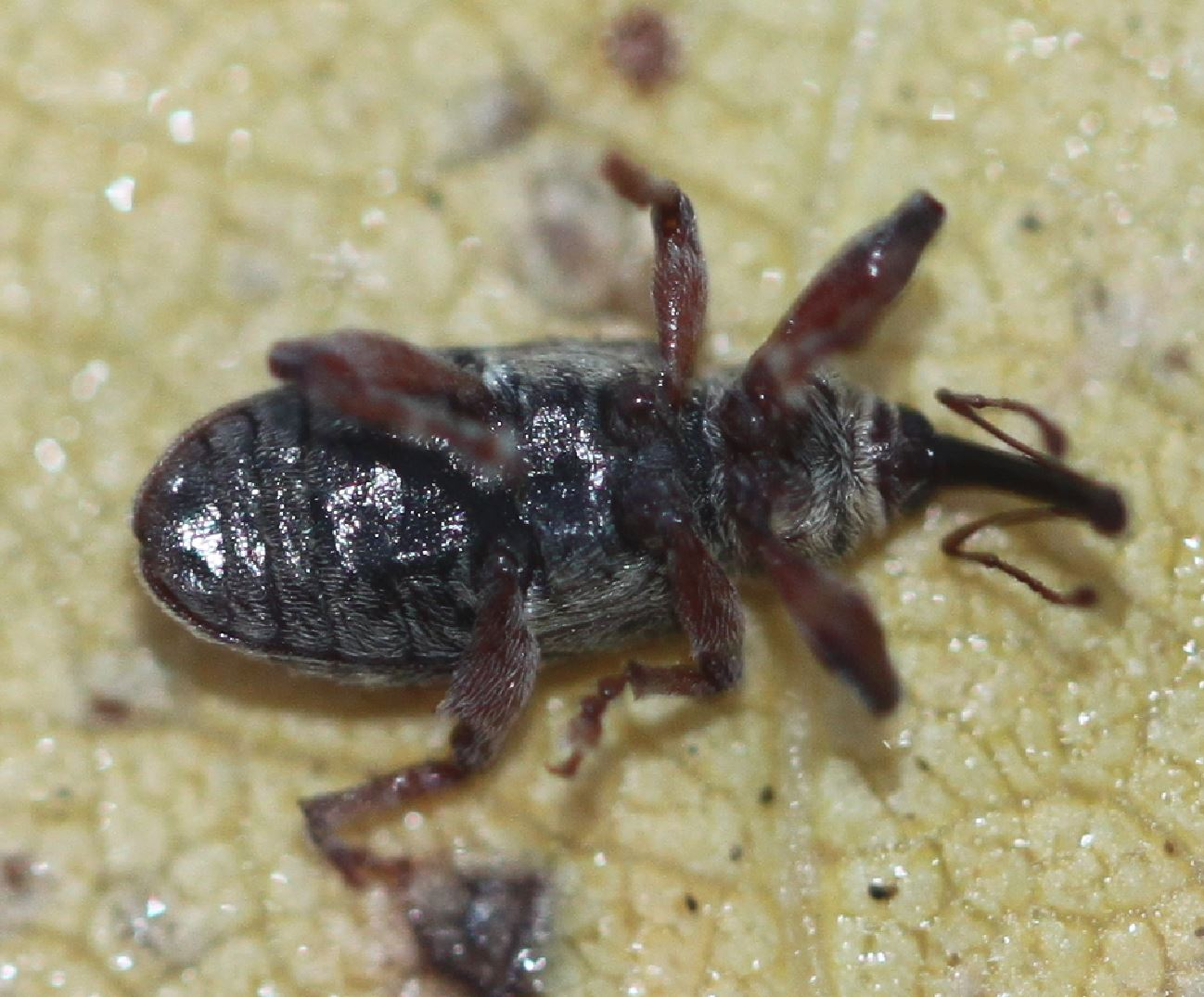
Ventralansicht

Dorytomus filirostris ist ein Käfer aus der Familie der Rüsselkäfer (Curculionidae). Die Art wurde von Leonard Gyllenhaal im Jahr 1836 als Erirhinus filirostris erst beschrieben. Das Art-Epitheton leitet sich aus dem Lateinischen ab: filum für „Faden“ und rostrum für „Rüssel“.

## Merkmale
Die Käfer sind 4–5,5 mm lang. Sie weisen außerordentlich dünne und lange Fühler und Rüssel (Rostrum) auf. Die Käfer sind rötlich oder gelblich-braun gefärbt, die Ventralseite ist dunkel. Die Dorsalseite weist gelbliche Schuppenhaare auf. Fühler und Beine sind hell rotbraun gefärbt. Die Seiten des Halsschilds sind von der Basis her annähernd parallel, der Halsschild verjüngt sich erst nahe dem vorderen Ende. Der Fühleransatz der Weibchen ist ungefähr auf halber Rüssellänge, während dieser bei den Männchen näher an der Rüsselspitze liegt. Typisch für die Unterfamilie Curculioninae weisen die Femora aller Beinpaare Zähne auf.

## Verbreitung
Dorytomus filirostris ist in Mittel- und Südeuropa verbreitet. Die Rüsselkäfer-Art ist auf den Britischen Inseln vertreten. Im Norden reicht das Vorkommen bis nach Dänemark, im Süden bis nach Korsika, im Osten bis nach Bulgarien und Weißrussland.

## Lebensweise
Dorytomus filirostris ist eine univoltine Art, das heißt, sie bildet nur eine Generation pro Jahr aus. Die Käfer beobachtet man hauptsächlich im Frühjahr in den Monaten April bis Juni. Die Weibchen legen ihre Eier in den männlichen Kätzchen verschiedener Pappel-Arten, insbesondere Silber-Pappel (Populus alba), Schwarzpappel (Populus nigra) und Bastard-Schwarz-Pappel (Populus × canadensis), ab. Die Larvenentwicklung findet innerhalb der Kätzchen, die Verpuppung im Erdreich statt. Die Käfer der neuen Generation erscheinen im Herbst und überwintern.

## Gefährdung
Die Art gilt in Deutschland als ungefährdet.